# Сюд Убанги
Сюд Убанги (на френски и на суахили: Sud-Ubangi, в най-близък превод Южна Убанги или Южно Убанги) е една от провинциите на Демократична република Конго. Разположена е в северозападната част на страната и граничи с ЦАР и Република Конго. Името на провинцията идва от река Убанги, главният приток на река Конго, която тече през провинцията. Столицата на Сюд Убанги е град Гемена. Площта ѝ е 51 648 км², а населението, според проекция за юли 2015 г., е 2 458 000 души. Най-масово говорените езици в провинцията са лингала и суахили.